# Cuphea rusbyi
Cuphea rusbyi är en fackelblomsväxtart som beskrevs av Alicia Lourteig. Cuphea rusbyi ingår i släktet blossblommor, och familjen fackelblomsväxter. Inga underarter finns listade i Catalogue of Life.